# Milenko Živković
Milenko Živković (Beograd, 1901. – 1964.), srpski skladatelj.
Profesor Muzičke akademije u Beogradu. U kompoziciji se priklanja srpskom nacionalnom smjeru i produbljuje harmonijsku i polifonu građu svojih djela, koristeći se suvremenim zapadnoeuropskim tehničkim tekovinama.

## Važnija djela
- Simfonijski prolog
- Simfonijski fragmenti
- Klasična suita
- Igre iz Makedonije
- Epikon 1945. za violončelo i klavir
- Suite za klavir
- kantata Rođenje vesne
- scenska muzika za Zonu Zanfirovu
- zborovi Ranjenik; Prizrenke
- solo pjesme; filmska muzika

### Napisao
- Umetnost horskog pevanja
- Nauka o harmoniji
- Rukoveti St. Mokranjca